# Celio (zona di Roma)
Celio è la zona urbanistica 1G del Municipio Roma I di Roma Capitale.

## Geografia fisica

### Territorio
Si estende, in diversa misura, sui rioni R. XIX Celio e R. I Monti.
La zona confina:
- a nord-est con la zona urbanistica 1E Esquilino
- a sud con la zona urbanistica 9D Appio
- a ovest con la zona urbanistica 1X Zona archeologica

## Sport

### Calcio
- A.S.D. Grifone Gialloverde (colori sociali Giallo Verde) che, nel campionato 2019-20, milita nel campionato maschile di Promozione.[1]